# Mount Vsevidof
Der Mount Vsevidof ist ein aktiver symmetrischer Schichtvulkan am südwestlichen Ende der Insel Umnak in den östlichen Aleuten in Alaska. An der Basis ist sein Durchmesser etwa 10 Kilometer, sein kreisförmiger Krater misst 1200 m im Durchmesser. Sein Gipfel ist mit 2149 m der höchste Punkt der Insel.